# Тафт (Техас)
Тафт (англ. Taft) — місто (англ. city) в США, в окрузі Сан-Патрисіо штату Техас. Населення — 2801 особа (2020).

## Географія
Тафт розташований за координатами 27°58′48″ пн. ш. 97°23′28″ зх. д. / 27.98000° пн. ш. 97.39111° зх. д. (27.980097, -97.391235).  За даними Бюро перепису населення США в 2010 році місто мало площу 3,85 км², уся площа — суходіл.

## Демографія
Згідно з переписом 2010 року, у місті мешкало 3048 осіб у 1023 домогосподарствах у складі 741 родини. Густота населення становила 791 особа/км².  Було 1205 помешкань (313/км²).
Расовий склад населення:
| - 78,8 % — білих - 2,7 % — чорних або афроамериканців - 0,5 % — корінних американців - 0,3 % — вихідців з тихоокеанських островів - 0,1 % — азіатів - 14,4 % — осіб інших рас |

До двох чи більше рас належало 3,2 %. Частка іспаномовних становила 75,5 % від усіх жителів.
За віковим діапазоном населення розподілялося таким чином: 31,7 % — особи молодші 18 років, 55,7 % — особи у віці 18—64 років, 12,6 % — особи у віці 65 років та старші. Медіана віку мешканця становила 33,1 року. На 100 осіб жіночої статі у місті припадало 96,3 чоловіків;  на 100 жінок у віці від 18 років та старших — 92,2 чоловіків також старших 18 років.
Середній дохід на одне домашнє господарство  становив 53 061 долар США (медіана — 39 333), а середній дохід на одну сім'ю — 59 267 доларів (медіана — 44 909). Медіана доходів становила 42 596 доларів для чоловіків та 26 297 доларів для жінок. За межею бідності перебувало 17,1 % осіб, у тому числі 24,0 % дітей у віці до 18 років та 12,3 % осіб у віці 65 років та старших.
Цивільне працевлаштоване населення становило 1312 осіб. Основні галузі зайнятості: освіта, охорона здоров'я та соціальна допомога — 26,8 %, мистецтво, розваги та відпочинок — 15,0 %, будівництво — 11,7 %, виробництво — 9,1 %.